# Fritz Skorzeny
Friedrich „Fritz“ Skorzeny (geboren am 15. Dezember 1900 in Wien; gestorben am 20. September 1965 in München) war ein österreichischer Komponist und Musikkritiker.

## Leben
Skorzeny erhielt privaten Unterricht in Violine und Musiktheorie beim Bruckner-Schüler Camillo Horn. Als 15-Jähriger war er Preisträger eines Jugendmusikwettbewerbs. Danach arbeitete er als freischaffender Komponist, Musikpädagoge und Musikschriftsteller in Wien.
Er war unter anderem als Musikkritiker für die Neue Österreichische Tageszeitung (ab 1950) und eine Reihe in- und ausländischer Zeitungen tätig.
Laut einer zeitgenössischen Kritik stellen seine kammermusikalischen Werke die „Synthese bodenständigen Musikantentums und einer Tiefgründigkeit“ dar, die an Hans Pfitzner erinnere. Kontakte sind verbürgt mit dem Schriftsteller Waldemar Bonsels, mit dem er korrespondierte, mit dem Kontrabassisten Alfred Planyavsky, dem er mehrere Werke widmete, und mit dem Pianisten August Schmid-Lindner, mit dem er befreundet war. Für die Zehn Stücke seines Komponistenkollegen Armin Kaufmann verfasste er ein Vorwort. Seine Fantasie-Sonate für Klavier und Violine (1950) ist der Erinnerung an die im Jahr zuvor bei einem Flugzeugabsturz auf den Azoren ums Leben gekommene Geigerin Ginette Neveu (1919–1949) gewidmet. Seine Vokalwerke beruhen unter anderem auf Gedichten von Bonsels, Lenau, Morgenstern und Rilke. Seine Werke sind im Musikverlag Doblinger (Wien, München) erschienen, der eine Reihe seiner Titel nach wie vor auf Lager hält.
Skorzeny wurde am Wiener Zentralfriedhof (Gruppe 84, Reihe 44, Grab 9) bestattet.

## Werke (Auswahl)

### Orchesterwerke
- Symphonische Suite, 1952
- Konzert für Oboe, Streicher und Harfe, 1955
- Concerto grosso, 1965

### Vokal- und Chorwerke
- Das Karussell für Männerchor und Orchester, nach Texten von Rainer Maria Rilke, 1942
- Ein Lebensfrühling für Sopran und Orchester, 1943
- Vier Lieder nach Gedichten von Nikolaus Lenau
- Drei Kinderlieder nach Christian Morgenstern, 1956 [1963]
- Praterfrühling, a-cappella-Chöre, 1956

### Kammermusik
- Duo-Studien für Violine und Viola, 1948–1949
- Fantasie-Sonate für Klavier und Violine in A-Dur, 1950
- Sonate für Viola und Klavier, 1952
- Erste Suite für Violine, Viola und Kontrabass, 1954/55
- Zweite Suite für Violine, Viola und Kontrabass, 1954
- Zwei Sonatinen für Kontrabass und Klavier, 1961
- Eine Nachtmusik für 5 Bläser, 1963
- 3 Streichquartette
- Trio für Querflöte, Viola und Gitarre
- Pro Juventute, Streichtrio
- Tempora mutantur, Sieben kleine Klavierstücke

## Auszeichnungen
- 1955: Staatspreis für Musik der Republik Österreich
- 1961: Theodor-Körner-Preis
- 1961: Berufstitel Professor, verliehen vom Präsidenten der Republik
- 1965: Österreichisches Ehrenkreuz für Wissenschaft und Kunst I. Klasse